# 江下武二
江下武二（えした たけじ、1910年（明治43年）11月22日 - 1932年（昭和7年）2月22日）は、大日本帝国陸軍の軍人。最終階級は工兵伍長。佐賀県神埼郡蓮池村（現：佐賀市蓮池町）大字古賀1010番地あるいは佐賀県杵島郡大町村大字福母杵島炭砿126舎出身で爆弾三勇士の一人。

## 経歴
親の事業の失敗から佐賀県東松浦郡相知村（現・唐津市相知町）字久保や小城郡の別府、杵島郡の福母に転住。炭鉱を転々とし、少年期から杵島炭鉱で働く。父も兄二人も久留米歩兵連隊に入営した軍人一家で武二は海軍志望だったが、1931年（昭和6年）、父兄と同様に久留米工兵第18連隊に入営。翌年には混成旅団工兵中隊に編入され、陸軍一等兵として第一次上海事変に出征。同事変の「廟行鎮の戦い」において北川丞、作江伊之助とともに中国軍陣地の鉄条網を自身ごと破壊筒をもって爆破・排除した、いわゆる爆弾三勇士の一人。死後は一等兵より二階級特進し、伍長に進んだ。爆死については決死の突撃、事故、上官の命令など諸説あるが、陸軍が愛国美談に仕立てたうえに新聞が大きく報道したため、芝居や映画となるなどの大きなブームを生んだ。
死後、県民の寄付により蓮池公園に銅像が建てられたが、第二次世界大戦の戦局悪化に伴う金属提供により供出された。ただし、原型の石膏像が残っており、寄贈を受けた陸上自衛隊目達原駐屯地が復元の上、広報資料館で展示している。また、公園に残された台座は8代目蓮池藩主である鍋島直與（雲叟）の歌碑に転用された。
地元以外では、貴族院議員・金杉英五郎が委員長となった「肉弾三勇士銅像建設会」によって東京都港区青松寺に三人が破壊筒を抱えて突撃する様子の銅像が設置された。しかし、戦後には撤去され、後に江下の部分のみが新たな台座とともに安置されている。ほか、山川招魂社に「爆弾三勇士」の碑、陸上自衛隊久留米駐屯地に肉弾三勇士のジオラマ、東京靖国神社にレリーフなどがある。